# Rosch haAjin
Rosch haʿAjin (hebräisch רֹאשׁ הָעַיִן Rosch haʿAjin, deutsch ‚Haupt der Quelle‘, arabisch رأس العين, DMG Raʾs al-ʿAin) ist eine Stadt in Israel. Die Stadt hatte im Jahr 2018 56.344 Einwohner.

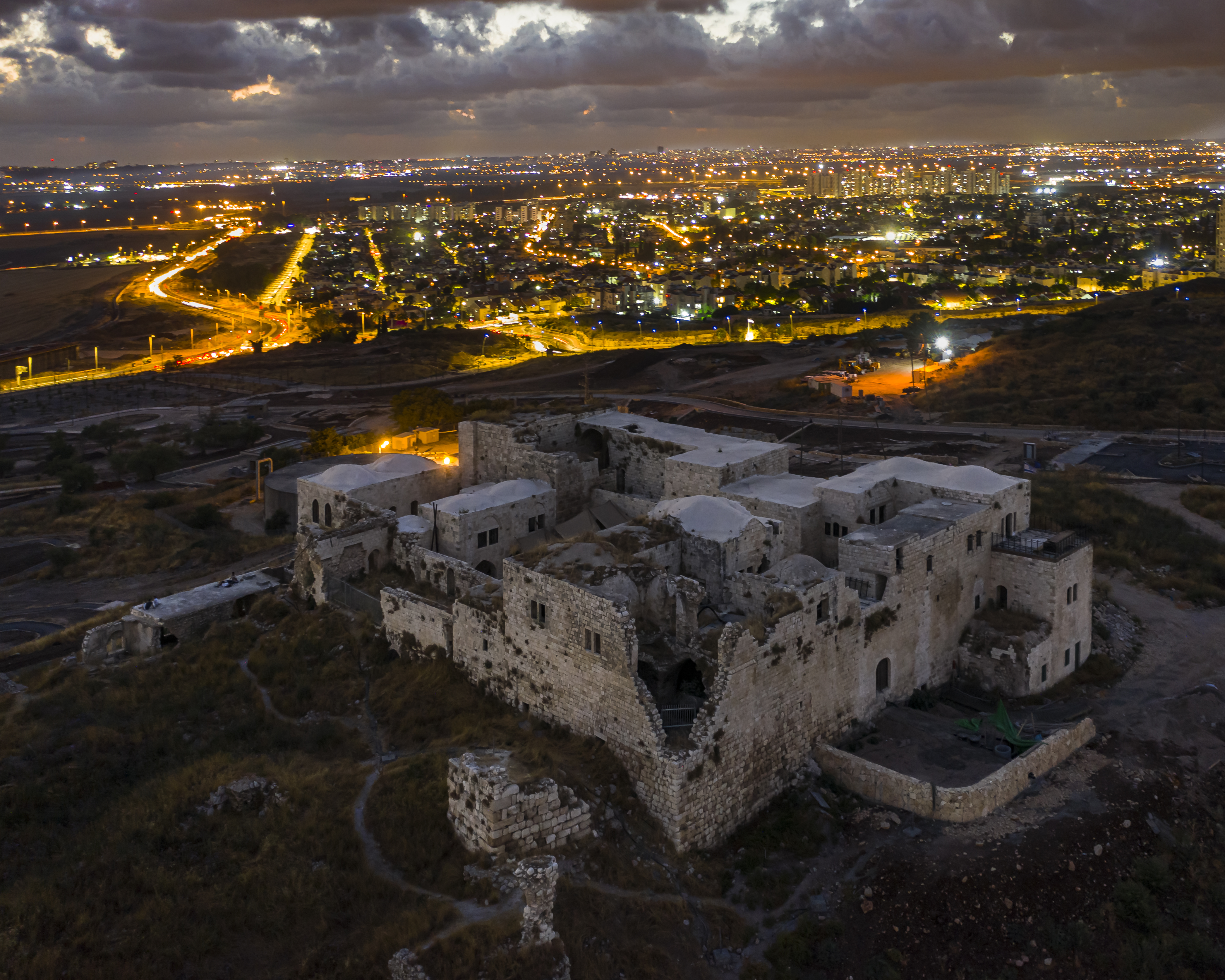
Burg Mirabel vor nächtlich illuminiertem Rosch haʿAjin, 2020

## Allgemeine Informationen
Die Stadt hat eine Fläche von 24 km² und liegt auf der Grenze zwischen Samarien, der Scharonebene und der Schefela in Zentralisrael. Sie ist 25 km entfernt von Tel Aviv und grenzt an Petach Tikwa. Nordöstlich von Rosch haʿAjin liegt der „Afeq Industrial Park“ mit Firmen der Software- und Telekommunikationsindustrie. Nordwestlich angrenzend befindet sich der Jarkon-Tel Afek-Nationalpark um die Quellen des Jarqons unterhalb des Hügels Tel Afeq (hebräisch תֵּל אֲפֵק). Die Stadt erhielt ihren Namen von der arabischen Bezeichnung der osmanischen Festung Binar Baschi (türkisch pınar başı, arabisch قَلْعَة رَأْس ٱلْعَيْن Qalʿat Raʾs al-ʿAin ‚Festung Haupt der Quelle‘, hebräisch מִבְצַר אָנְטִיפָּטְרִיס Mivzar Anṭīpaṭrīs, deutsch ‚Festung Antipatris‘), die Sultan Selim II. zwischen 1572 und 1574 auf dem Hügel Tel Afeq errichten ließ.
Jeden Freitag findet in Rosch haʿAjin ein großer Flohmarkt statt, der viele Besucher anzieht. In Rosch haʿAjin sind einige archäologische Stätten zu finden; bedeutsam sind insbesondere die Ruinen der von Herodes dem Großen gebauten Stadt Antipatris in besagtem Nationalpark und die südöstlich gelegene Kreuzfahrerburg Mirabel in der Wüstung des ehemaligen Dorfes Maǧdal Yaba.

## Geschichte
Das Gemeindegebiet des heutigen Rosch haʿAjins gehörte bis 1948 zur Gemarkung des Dorfes Maǧdal Yābā (arabisch مجدل يابا, auch مجدل الصدیق Maǧdal alṢadīq, hebräisch מִגְדַּל צֶדֶק Migdal Zedeq). Zu Maǧdal Yaba gehörten auch die Festung Raʾs al-ʿAin (heute Festung Antipatris) und der nach ihr benannte Bahnhof, die nicht zum heutigen Rosch haʿAjin gehören, sondern zum benachbarten Drom haScharon. Die israelische Ostbahn war von 1920 bis 1948 Teil der Hauptbahn der Palestine Railways, zentrale Verkehrsachse des Mandatsgebiets.

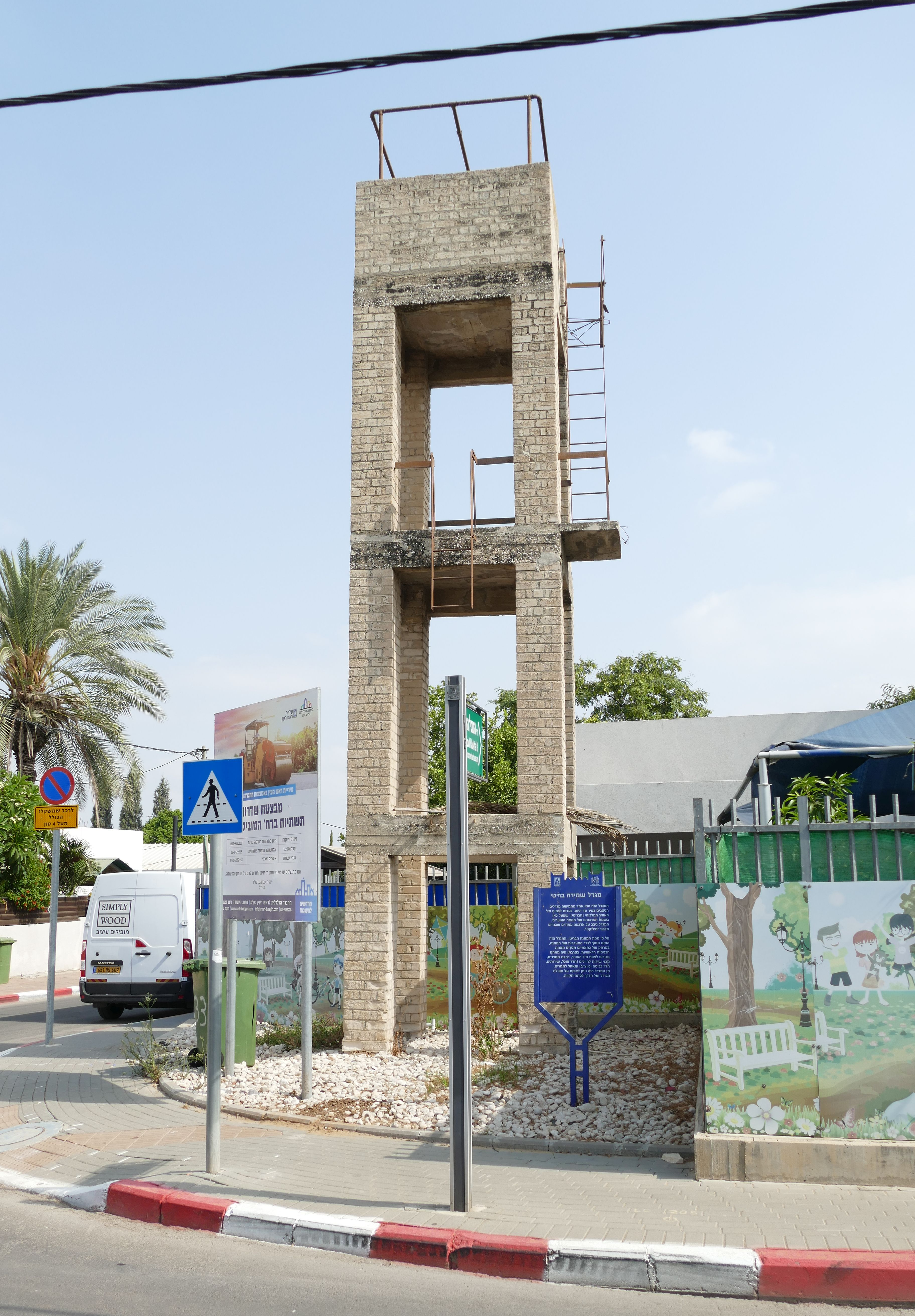
Wachturm 2022 am Rechov haJarqon Ecke Rechov haMovil haʾArtzi, einst am Rand der britischen Militärbasis

Daher errichtete die Royal Air Force (RAF) 1943 östlich des Bahnhofs Raʾs al-ʿAin eine Militärbasis, wohinein sie im Mai des Jahres ihre 120 Maintenance Unit (120 MU) verlegte. Dort waren auch Soldatinnen der Women’s Auxiliary Air Force (WAAF) stationiert. Die 120 MU wurde im Dezember 1945 aufgelöst, die WAAF 1946 abgezogen, worauf im gleichen Jahr Einheiten der 6th Airborne Division und Oxfordshire and Buckinghamshire Light Infantry das Lager bezogen. Im Prozess des organisierten Abzugs britischen zivilen Amts- und Militärpersonals inklusive ihrer Familienangehörigen ab Ende 1947 übernahmen im März bis Mai 1948 die Royal Irish Fusiliers die Basis. Im Nordwesten Rosch haʿAjins stehen noch Gebäude des britischen Lagers, unter anderem Wachtürme, einige davon unter Denkmalschutz.
Am Sonnabend, den 15. Mai 1948, dem Tag nach der Unabhängigkeitserklärung Israels, marschierten ägyptische Armee, Arabische Legion, irakische Streitkräfte, Streitkräfte des Libanon und Syrisches Heer in Israel und Palästina ein und eröffneten den Krieg um Israels Unabhängigkeit. Am 30. Mai 1948 besetzten Israelis die Festung Raʾs al-ʿAin und die verlassene britische Militärbasis daneben für eine Nacht, worauf tags darauf Kämpfer der arabischen Armee des heiligen Krieges unter Hasan Salama, der aus dem nahen Dorf Qula stammte, sie vertrieben. Dabei zog Salama sich Verwundungen zu, denen er am Folgetag erlag. Am gleichen Tag, dem 1. Juni 1948 besetzte das 1. Bataillon der Ersten Brigade der irakischen Armee unter dem Kommando Ġalib ʿAziz', die Ortslage Raʾs al-ʿAin und das Dorf Maǧdal Yaba. Die irakischen Streitkräfte richteten sich in der ehemals britischen Militärbasis südöstlich von Bahnhof und Festung Raʾs al-ʿAin ein, von wo aus sie das nur fünf Kilometer westlich gelegene Petach Tiqwah bedrohten. Sie kontrollierten die Quellen des Jarqons und das Wasserwerk, beide am Fuße der Festung, und unterbrachen die dortige Rohrleitung zur Wasserversorgung Jerusalems, worauf Israel ersatzweise Wasserlieferungen aus dem Gebiet von Naʿan und Chuldah aufbaute (Operation HaSchiloach).

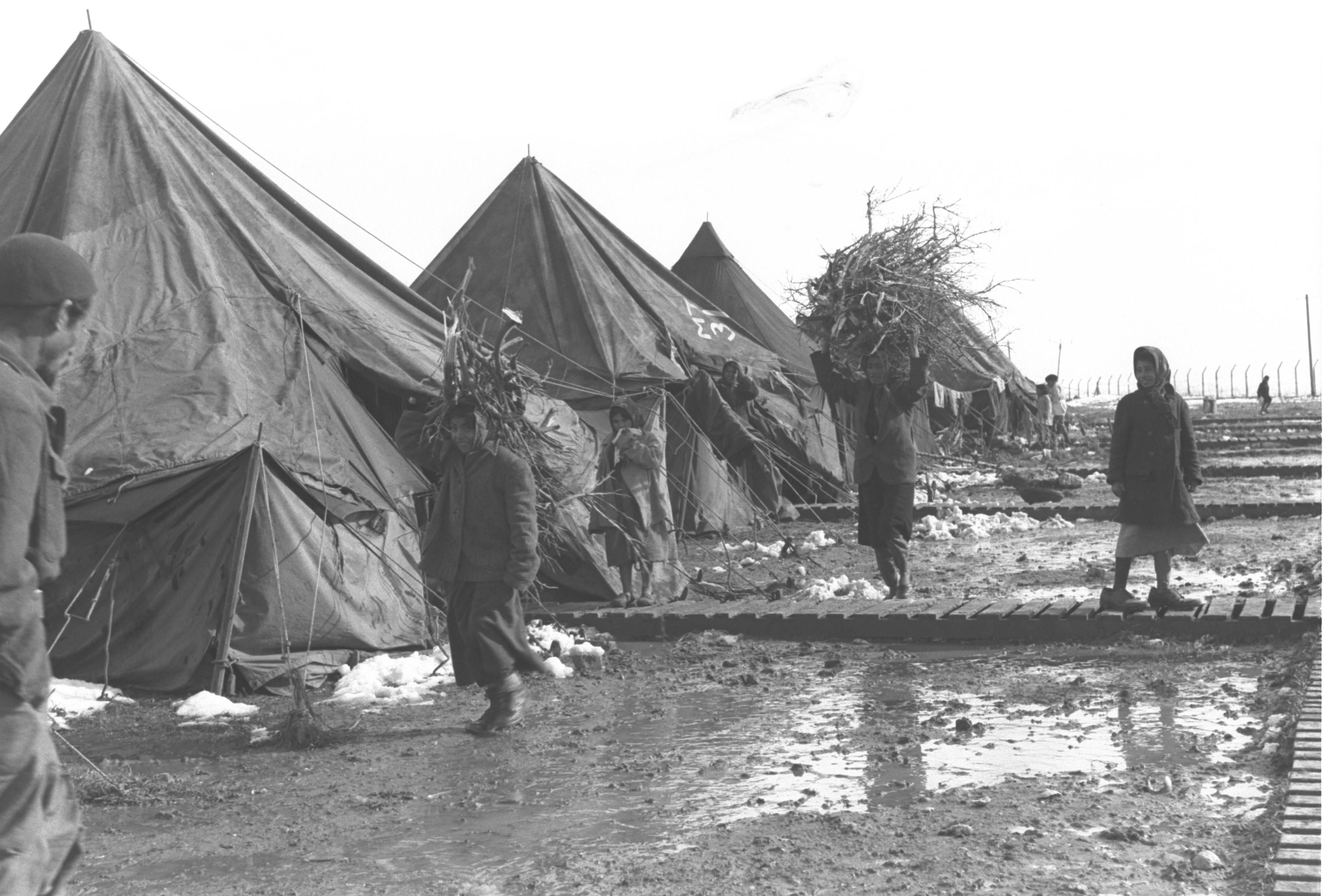
Jemenitische Flüchtlinge kehren mit gesammelten Brennholz in die beschneite Maʿebbarat Rosch haʿAjin zurück, 5. Februar 1950

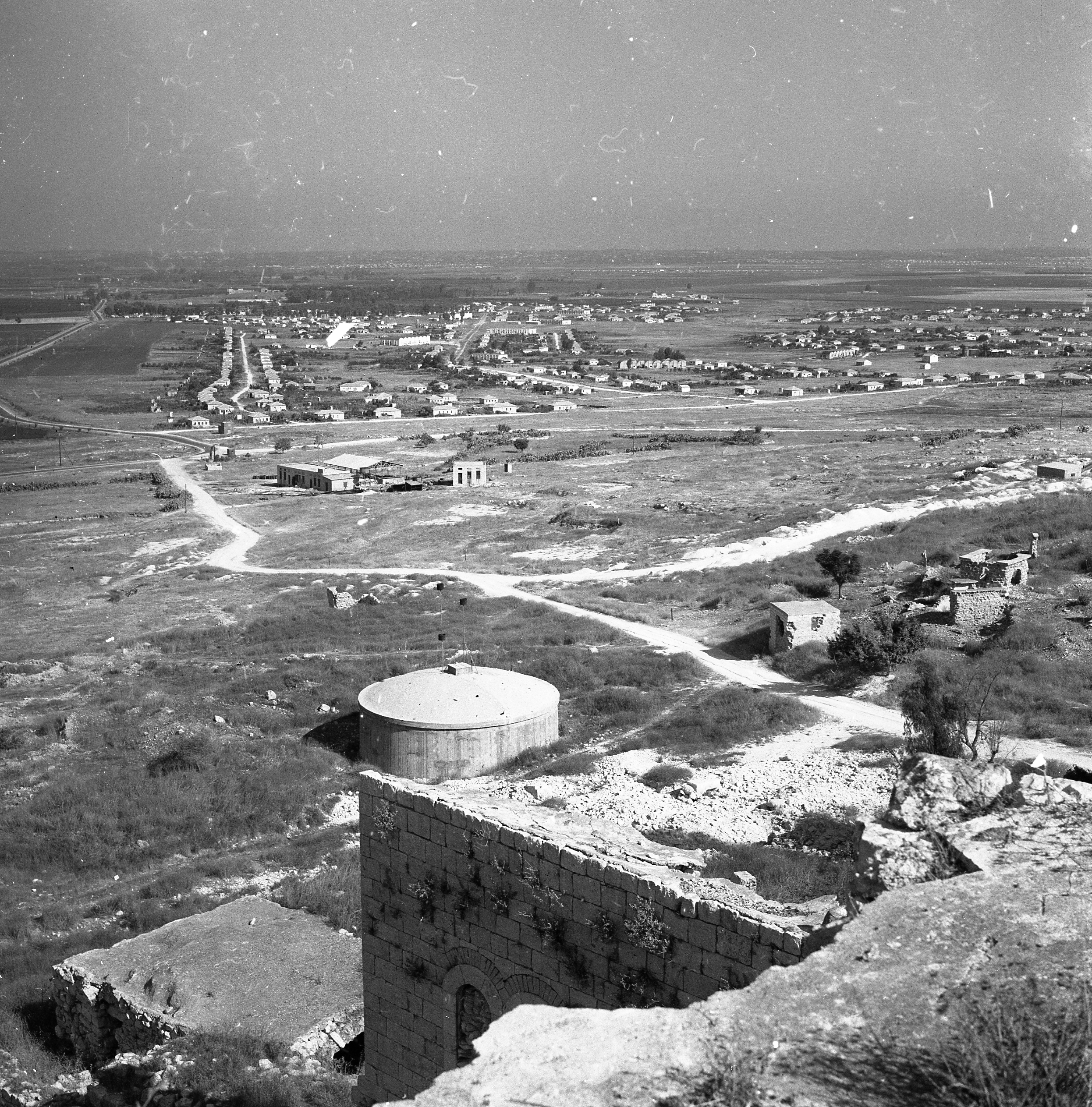
Blick August 1957 nordwestwärts über Wassertanks am Fuße von Burg Mirabel und die ersten Viertel Rosch haʿAjins zur Festung Antipatris

Wegen der kritischen Wasserversorgung Jerusalems befahl David Ben-Gurion den eben gegründeten israelischen Verteidigungsstreitkräften (ZaHaL), Rosch haʿAjin wiedereinzunehmen. Von Südosten kommend näherte sich ZaHaL im Rahmen der Operation Dani am 12. Juli 1948 Maǧdal Yabas, worauf das Gros der Zivilbevölkerung floh. Tags darauf eroberte das 32. Bataillon der Alexandroni-Brigade (3. Brigade des ZaHaL) das Dorf, wobei 36 Kämpfer, darunter zwölf Irgunisten, und das Dorf verteidigende Männer fielen, wie auch einzelne verbliebene Zivilisten umkamen. Noch am gleichen Tag räumte die irakische Armee die Ortslage Raʾs al-ʿAin und zog nach Kafr Qasim ab, worauf die Brigade am 13. Juli 1948 auch Bahnhof, ehemals britische Basis und Festung einnahm. Die Alexandroni-Brigade übernahm in Raʾs al-ʿAin die ehemals irakisch gehaltene britische Basis und die Wasserpumpstation am Jarqon, während die Iraker die Ortslage bis Ende des Krieges von Kafr Qasim im Meschullasch aus beschossen.
Im Jahre 1949 ließen Sochnut und Ministerium für Alija und Integration neben dem Bahnhof Rosch haʿAjin in der ehemals britischen Militärbasis 1.500 Zelte errichten, um eine Maʿebbarah / מַעְבָּרָה (Übergangslager) für Neueinwanderer anzulegen. Etwa 35.000 jüdische Jemeniten, die muslimischen Nachstellungen in ihrer Heimat mithilfe der Operation fliegender Teppich nach Israel entkommen waren, durchliefen bis zum Jahr 1951 die Maʿebbarat Rosch haʿAjin (מַעְבָּרַת רֹאשׁ הָעַיִן). In den entbehrungsreichen Anfangsjahren Israels hatten die mittellosen Vertriebenen und Flüchtlinge aus arabisch-muslimischen Ländern, die ohne Entschädigung alles in ihrer Heimat zurücklassen mussten, ein hartes Los.
Für die etwa 740.000 mittellosen Flüchtlinge und Vertriebenen, die Israel mit seinen eigenen etwa 840.000 Einwohnern (1949) zwischen 1949 und 1952 aufnahm, reichte die Unterstützung aus öffentlichen und privaten Kassen einfach nicht. In der Maʿebbarat Rosch haʿAjin wehrte die Polizei hungernde Demonstranten mit Schüssen ab und verletzte dabei einzelne auch tödlich. Im Jahre 1951 begann östlich vom Bahnhof der Bau fester Behausungen, die die Keimzelle des heutigen Rosch haʿAjins bilden.
Im Jahre 1994 erhielt Rosch haʿAjin den Status einer Stadt. In den 2010er Jahren schlossen Rosch haʿAjin und das Ministerium für Bau- und Wohnungswesen einen Rahmenvertrag, um für die wachsende Bevölkerung die nötigen Bauflächen zum Wohnungsbau auszuweisen, wobei die Wiederaufnahme des Personenverkehrs am seit 2003 geschlossenen Bahnhof Rosch haʿAjin Darom als Bedingung für die Bauentwicklung vereinbart wurde. Nachdem unter Verkehrsministerin Miri Regev die Erneuerung und Wiedereröffnung des Bahnhofs aus Spargründen abgesagt wurde, intervenierte Bürgermeister Schalom Ben Mosche (שָׁלוֹם בֶּן מֹשֶׁה), der ihrer Nachfolgerin Merav Michaeli im Oktober 2021 erklärte: „Rosch haʿAjin war die erste [Stadt], die einen Rahmenvertrag unterzeichnete, und [so] die erste, die sich den nationalen Bemühungen zur Lösung der Wohnungskrise anschloss. Rosch haʿAjin durchläuft einen beispiellosen Entwicklungsprozess, der zu einer Verdoppelung und sogar Verdreifachung seiner Bevölkerung führt […]. Derzeit sind bereits Tausende von [neuen] Wohneinheiten belegt und es gibt keine Lösung für den öffentlichen Nahverkehr. […] die Rote Linie der Stadtbahn endet [schon] in Petach Tiqwah, ebenso überraschend ist die Trennung Rosch haʿAjins von der Planung der Metro und nun, obendrein, die Streichung der Inbetriebnahme des Bahnhofs Rosch haʿAjin Darom. Genau so bleibt Rosch haʿAjin die einzige Stadt […] in dem Großraum Gusch Dan und der Scharon außerhalb jedes Nahverkehrssystems.“
Im November 2021 teilte Michaeli mit, dass ihr Ministerium daran arbeite, ein öffentliches Verkehrsnetz für Rosch haʿAjin aufzubauen. Im Rahmen der Haushaltsberatungen beantragte das Ministerium beim Finanzminister alle Bahnhöfe der Ostbahn einschließlich des Bahnhofs Rosch haʿAjin Darom zu budgetieren.

## Bevölkerungsstruktur
Die Bevölkerung Rosch haʿAjins ist zweigeteilt. Die Bewohner der „Alten Stadt“ im Westen sind meist jemenitischer Herkunft; bei ihnen handelt es sich um die ursprünglichen Einwohner der Stadt. Die Bevölkerung dieser Stadtteile ist älter und wirtschaftlich schwächer. Dieser Bevölkerungsteil ist zudem vorwiegend religiös; Schilder an den Zufahrten bitten die Autofahrer, am Sabbat nicht zu fahren (obwohl die Straßen am Sabbat nicht gesperrt sind, wie z. B. in Bnei Braq). So stehen im Stadtwappen auch biblische Worte: „Ich (Gott) habe euch auf Adlerflügeln getragen.“(Ex 19,4 ) Diese Worte beziehen sich auch auf die Flug-Operation „Fliegender Teppich“, durch die 1949/50 die meisten jemenitischen Einwanderer kamen.
In den 1990er Jahren wurden neue Stadtteile auf den Hügeln im Osten gebaut. Viele der dort Wohnenden sind Einwanderer aus der ehemaligen Sowjetunion sowie zugezogene Tzabarim. Die Bewohner der neueren Stadtteile sind stärker säkular ausgerichtet und gebildet. Es bestehen kaum Kontakte zwischen den beiden Bevölkerungsteilen.

## Städtepartnerschaften
Rosch haʿAjin nennt folgende Partnerstädte:
| Stadt       | Land                          | seit |
| ----------- | ----------------------------- | ---- |
| Birmingham  | Alabama, Vereinigte Staaten   | 2000 |
| Dachau      | Bayern, Deutschland           |      |
| New Orleans | Louisiana, Vereinigte Staaten | 2012 |
| Odessa      | Ukraine                       |      |
| Prag        | Čechy, Tschechien             |      |
| Vanves      | Île-de-France, Frankreich     | 2009 |

## Persönlichkeiten
- Eitan Cabel (* 1959), israelischer Politiker
- Jair Golan (* 1962), israelischer Politiker
- Gal Gadot (* 1985), israelische Schauspielerin und Model
- Odelya Halevi (* 1989), israelische Schauspielerin